# Roman Słowiński
Roman Słowiński (ur. 16 marca 1952 w Poznaniu) – polski naukowiec, nauczyciel akademicki i profesor nauk technicznych zajmujący się informatyką. Członek rzeczywisty Polskiej Akademii Nauk i wiceprezes PAN w latach 2019–2022. Jest twórcą uznanej w świecie szkoły naukowej „inteligentnego wspomagania decyzji”, która proponuje oryginalną metodykę wspomagania decyzji opartą na synergicznym połączeniu badań operacyjnych, sztucznej inteligencji i nowych technologii informatycznych. Jest m.in. autorem oryginalnej metodyki wspomagania decyzji w oparciu o dominacyjną teorię zbiorów przybliżonych, za którą otrzymał w 2005 Nagrodę Fundacji na Rzecz Nauki Polskiej, zwaną „Polskim Noblem”. Teoria ta wzbogaca metodykę sztucznej inteligencji i uczenia maszynowego w aspekcie uczenia się preferencji z danych porządkowych. Znajduje ona różnorakie zastosowania we wspomaganiu decyzji, m.in. w medycynie, przemyśle, farmacji, projektowaniu i diagnozowaniu urządzeń technicznych, w ochronie środowiska i w marketingu. 

## Życiorys
Urodził się 16 marca 1952 w Poznaniu w rodzinie profesora filologii polskiej Lecha Słowińskiego (1922–2005) i nauczycielki Melanii z Michalskich. Absolwent Wydziału Elektrycznego Politechniki Poznańskiej z roku 1974, doktorat obronił w roku 1977, habilitację w dyscyplinie informatyka uzyskał w roku 1981. W 1989 roku uzyskał tytuł profesora. W 1991 otrzymał stanowisko profesora zwyczajnego w Politechnice Poznańskiej. Od 2003 roku jest też zatrudniony na stanowisku profesora w Instytucie Badań Systemowych PAN w Warszawie.
W 2004 został członkiem korespondentem, a w 2013 członkiem rzeczywistym PAN. W latach 2011–2018 był Prezesem Oddziału Polskiej Akademii Nauk w Poznaniu. Od 2016 do 2019 był przewodniczącym Komitetu Informatyki PAN. W 2013 został wybrany na członka Academia Europaea Sekcja Informatyczna, a w 2024 r. na zagranicznego członka korespondenta Akademii Nauk Instytutu Bolońskiego (L'Accademia delle Scienze dell'Istituto di Bologna) w Sekcji Nauk Inżynierskich.
Jako autor lub współautor opublikował 14 książek oraz ponad 550 artykułów naukowych, w tym ponad 350 artykułów w czasopismach z listy JCR. Zajmuje wysoką pozycję w rankingu TOP 2% scientists of the World, a według rankingu Research.com jest najczęściej cytowanym informatykiem pracującym w Polsce. Publikacje Romana Słowińskiego można znaleźć pod adresem: https://orcid.org/0000-0002-5200-7795.
Wypromował 28 doktorów nauk technicznych, z których 16 jest profesorami. Poza Politechniką wykładał za granicą jako profesor wizytujący w czołowych ośrodkach akademickich swojej specjalności, m.in. we Francji, USA, Włoszech, Belgii, Japonii, Chinach, Szwajcarii, Kanadzie i w Niemczech. Spędził łącznie przeszło 4 lata we Francji, gdzie na Uniwersytecie Paryskim Dauphine otrzymał tzw. katedrę europejską.
Od 1999 jest redaktorem naczelnym czasopisma „European Journal of Operational Research” (Elsevier) jednego z najważniejszych światowych czasopism z zakresu badań operacyjnych. Jest przewodniczącym Europejskiej Grupy Roboczej przy EURO nt. Wielokryterialnego Wspomagania Decyzji, b. prezydentem Sekcji MCDM INFORMS, oraz b. prezesem International Rough Set Society. 
Sześć uniwersytetów zagranicznych nadało mu tytuł doktora honoris causa: Faculté Polytechnique de Mons  (2000), Université Paris Dauphine (2001), Technical University of Crete w Chanii (2008), Nanjing University of Aeronautics and Astronautics w Nankinie, Chiny (2018), Hellenic Mediterranean University w Heraklionie (2022) i University of West Attica w Atenach (2024).
Fellow member towarzystw naukowych: IEEE (The Institute of Electrical and Electronics Engineers – 2017), IRSS (International Rough Set Society - 2015), INFORMS (The Institute for Operations Research and the Management Sciences – 2019),  IFIP (International Federation for Information Processing - 2019), IFORS (International Federation of Operational Research Societies - 2022), IAITQM (International Academy of Information Technology and Quantitative Management – 2022), AAIA (Asia-Pacific Artificial Intelligence Association - 2022) oraz AIIA (International Artificial Intelligence Industry Alliance - 2024). Jest także członkiem Polskiego Towarzystwa Informatycznego, Polskiego Stowarzyszenia Sztucznej Inteligencji i Poznańskiego Towarzystwa Przyjaciół Nauk.
Za swoją działalność naukową otrzymał wiele nagród i wyróżnień, m.in.: Złoty Medal EURO (Association of European Operational Research Societies, Aachen, 1991), nagrodę im. F. Edgewortha i V. Pareto (International Society on Multiple Criteria Decision Making, Cape Town, 1997), Subsydium Profesorskie „Mistrz” Fundacji na Rzecz Nauki Polskiej (2001), Nagrodę Naukową Miasta Poznania (2003), Nagrodę Fundacji na Rzecz Nauki Polskiej (2005), Nagrodę Naukową Prezesa Polskiej Akademii Nauk (2016), Nagrodę Naukową Prezesa Rady Ministrów (2020), Nagrodę im. Richarda Price’a w zakresie Nauki o Danych (ITQM, Chengdu, 2021) oraz Nagrodę Naukową Fundacji Aleksandra von Humboldta (2022). Premier rządu Republiki Francuskiej nadal mu tytuł i insygnia Oficera Palm Akademickich (2022). W konkursie zorganizowanym przez EURO, on i jego współautorzy otrzymali the Best EJOR Paper Award w kategorii Theory & Methodology (2024).
W 2018 otrzymał od Rady Miasta Poznania odznaczenie „Zasłużony dla Miasta Poznania” w uznaniu „dla wybitnego dorobku naukowego oraz doceniając zasługi dla rozwoju poznańskiego ośrodka akademickiego”.  W 2017 Towarzystwo im. Hipolita Cegielskiego w Poznaniu nadało mu godność „wybitnej osobistości pracy organicznej" ze statuetką Złotego Hipolita.
Działalność społeczna: od 2006 r. jest członkiem Rady Społecznej przy Arcybiskupie Metropolicie Poznańskim; w latach 2006–2010 był członkiem pierwszej polskiej Rady Stowarzyszenia Pomoc Kościołowi w Potrzebie.

## Nagrody i wyróżnienia
- Laureat Nagrody Fundacji na Rzecz Nauki Polskiej – 2005
- EURO Gold Medal (Association of European Operational Research Societies) – 1991
- Nagroda Naukowa Humboldta (Alexander von Humboldt Foundation) – 2022
- Nagroda Naukowa Prezesa Rady Ministrów – 2020
- Nagroda Naukowa Prezesa Polskiej Akademii Nauk – 2016
- Doktor honoris causa Faculté Polytechnique de Mons (Belgia) – 2000
- Doktor honoris causa Université Paris Dauphine (Francja) – 2001
- Doktor honoris causa Technical University of Crete (Grecja) – 2008
- Doktor honoris causa Nanjing University of Aeronautics and Astronautics w Nanjing (Chiny) – 2018
- Doktor honoris causa Hellenic Mediterranean University (Grecja) – 2022
- Doktor honoris causa University of West Attica w Atenach (Grecja) – 2024
- Subsydium Profesorskie „Mistrz” Fundacji na Rzecz Nauki Polskiej – 2001
- Nagroda Naukowa Miasta Poznania – 2003
- Tytuł Zasłużony dla Miasta Poznania – 2018[2]

## Życie prywatne
Żonaty z Teresą z d. Maciejewską, z którą ma czworo dzieci: Jan (1977), Maria (1980), Barbara (1982) i Karol (1990). 